# Jatco
JATCO Ltd (японська: ジ ヤ ト コ 株式会社, Хепберн: Ятоко Кабусікі-гайша), скорочена від "Japan Automatic Transmission COmpany", це компанія, яка виробляє автоматичні коробки передач для автомобілів.

## Опис
Акціонерами компанії Jatco є Nissan (75%), Mitsubishi Motors (15%) і Suzuki (10%).
У 1943 році був заснований Йосіварський завод авіабудівної компанії Nissan. У 1970 році створено спільне підприємство Nippon Automatic Transmission Co., Ltd з Mazda і Ford з виробництва трансмісій до якого приєдналася Mitsubishi Motors.
У 1995 році налагоджено виробництво і проектування в будівництві електроенергетичного обладнання Jatco.
У 1999 році підрозділ Nissan і Trans Technology Corporation об'єдналися в компанію Jatco, яка стала поставляти трансмісії на Hyundai. У 2001 році Jatco стала постачальником на автомобілі Jaguar і GM Daewoo. Jatco стала постачальником на заводи Ford в Німеччині, Тайвань і Китай. У 2003 році відбулося злиття з Diamondmatic Co., Ltd. Компанія стала постачальником автокомпонентів на завод Daimler.
У 2005 в Мексиці і у 2009 в Гуанчжоу (Китай) розпочато повномасштабне виробництво варіаторів для автомобілів середнього розміру FWD. У 2006 Jatco стала постачальником автокомпонентів для Альянсу Renault-Nissan-Mitsubishi.